# Nitruro di litio
Il nitruro di litio è un composto binario dell'azoto trivalente con il litio, avente formula minima Li3N. Può essere considerato come derivante dall'ammoniaca NH3 per sostituzione degli idrogeni con altrettanti atomi di litio, analogamente ai fosfuri derivanti dalla fosfina PH3, e da questi l'ammoniaca o la fosfina possono infatti essere riottenute per semplice idrolisi acquosa. Li3N è un composto non molecolare di tipo salino che ha tuttavia un certo grado di covalenza e con un reticolo cristallino complesso in cui si alternano serie di due strati adiacenti, diversi tra loro (vide infra).
Questo nitruro è notevole in quanto può formarsi spontaneamente esponendo del litio metallico ad azoto molecolare a temperatura e pressione ambiente, benché così la reazione sia lenta: perché proceda speditamente occorrono almeno 100 °C. In questo, il litio è l'unico metallo alcalino a poter formare in tal modo il rispettivo nitruro ed è anche quello più stabile, sebbene Na3N si conosca, che però è molto meno stabile e adotta una struttura del tutto diversa.
Li3N non va confuso con LiN3 (Li+ –N=N+=N–), che è il triazoturo di litio, sale dell'acido azotidrico. Questa osservazione non è casuale, perché il nitruro di litio può essere ottenuto per decomposizione esplosiva del triazoturo di litio scaldato a 250 °C:
3 LiN3   →   Li3N + 4 N2↑

## Preparazione e manipolazione
Il nitruro di litio viene preparato per combinazione diretta di litio elementare con azoto gassoso (N2):
{\displaystyle {\ce {6Li\ +\ N2->2Li3N}}}
Invece di bruciare litio metallico in un'atmosfera di azoto, una soluzione di litio in sodio metallico liquido può essere trattata con azoto gassoso.

## Proprietà e Struttura
Li3N è un composto termodinamicamente stabile, ΔHƒ° = -164,56 ± 1,09 kJ/mol e ΔGƒ° = -128,64 ± 1,10 kJ/mol, con un'alta temperatura di fusione (~813 °C); a temperatura ambiente si presenta come un solido cristallino di colore rosso rubino scuro che in tale stato si comporta da conduttore ionico.

### Struttura
Allo stato solido il nitruro di litio è polimorfo: sono note tre forme: la fase alfa ({\displaystyle {\ce {\alpha -Li3N}}}), la beta ({\displaystyle {\ce {\beta -Li3N}}}) e la gamma ({\displaystyle {\ce {\gamma -Li3N}}}). 
La forma stabile a temperatura e pressione ambiente è la fase alfa. Questa ha un'insolita struttura cristallina esagonale (gruppo spaziale P6/mmm), che consiste di due tipi di strati che si alternano ripetitivamente: uno strato ha la composizione Li2N− e contiene centri N esacoordinati, mentre l'altro strato è costituito solo da cationi litio. In questa struttura gli atomi di Li, per un terzo, hanno ciascuno come primi vicini 2 atomi N a 194 pm e, per i restanti due terzi, hanno ciascuno 3 N a 213 pm. Anche quest'ultima distanza maggiore Li-N nel cristallo risulta comunque più piccola della somma dei raggi ionici di Li e N, che ammonta a 222 pm.
La fase beta si forma dalla fase alfa a 4.200 bar (4.145 atm) ed ha la struttura dell'arseniuro di sodio (Na3As). La fase gamma, che ha la stessa struttura del bismuturo di litio Li3Bi, si forma dalla fase beta portando la pressione a 35-45 gigapascal (da 350.000 a 440.000 atm).
Oltre al triazoturo di litio (LiN3) menzionato sopra, il litio non forma con l'azoto altri composti binari oltre a Li3N: mettendo a contatto il nitruro di litio con il litio metallico fuso fino alla temperatura di fusione di Li3N non si osserva altro che l'equilibrio termodinamico delle due fasi.

### Conduzione elettrica
La forma {\displaystyle {\ce {\alpha -Li3N}}}, nei riguardi della conduzione elettrica come trasporto di elettroni, risulta essere un semiconduttore, e questo ha un band gap di circa 2,1 eV. Per altro verso, questa stessa forma alfa è un ben noto elettrolita solido, che permette lo spostamento al suo interno di ioni Li+, mostrando quindi una conduttività ionica che ammonta a circa 2×10−4 Ω−1cm−1, con un'energia di attivazione per lo spostamento intracristallino di ioni Li+ di circa 0,26 eV (circa 24 kJ/mol). Viceversa, l'energia di attivazione per il trasferimento di ioni litio attraverso i cristalli di nitruro di litio (spostamento intercristallino, che è più difficile) è decisamente più alta ed è stata determinata essere > ~ 0,71 eV (> ~ 68,5 kJ/mol).
Inoltre, il drogaggio del nitruro di litio con idrogeno ne aumenta la conduttività, abbassando l'energia di attivazione a ~ 0,20 eV, mentre il drogaggio con altri metalli (alluminio, rame, magnesio) la riduce.
In opportune condizioni il Li3N in forma di nanostrati mostra conduttività molto maggiore e in alcuni casi anche conducibilità metallica.

## Reattività
Il nitruro di litio in forma finemente suddivisa è piroforico ed è incompatibile con acidi e sostanze ossidanti, con i quali reagisce violentemente. Con l'acqua reagisce molto vigorosamente per produrre ammoniaca:
{\displaystyle {\ce {Li3N\ +\ 3H2O->3LiOH\ +\ NH3}}}
Inoltre, essendo un accettore di protoni migliore della base forte LiOH, Li3N può essere definito una superbase.
La reazione con l'idrogeno a meno di 300 °C e 0,5 MPa di pressione (~5 atm) produce idruro di litio LiH e ammoniuro di litio LiNH2:
Li3N + 2 H2   →   2 LiH + LiNH2
Il nitruro di litio è stato studiato come mezzo per lo stoccaggio dell'idrogeno, poiché la reazione è reversibile a 270 °C. È stato raggiunto fino all'11,5% in peso di assorbimento di idrogeno, ma comunque sembra che la temperatura richiesta per pressioni accettabili dell'idrogeno sia troppo alta per uno sfruttamento pratico.
La reazione del nitruro di litio con l'anidride carbonica è esotermica e produce un nitruro di carbonio amorfo (C3N4), che è un semiconduttore, e dilitio cianammide (Li2N−C≡N), un precursore di fertilizzanti. Questo stesso prodotto si forma facendo reagire, in soluzione di litio metallico fuso, Li3N con l'acetiluro di litio Li2C2.
Il nitruro di litio è diffusamente impiegato nella sintesi di molti altri nitruri per riscaldamento con i loro cloruri o ossidi, in particolare i nitruri dei metalli di transizione, noti per durezza e inerzia chimica; ad esempio:
TiCl3 + Li3N  →  TiN + 3 LiCl
Cr2O3 + 2 Li3N  →  2 CrN + 3 Li2O
Funge da catalizzatore per la reazione di trasformazione, ad alte temperature (1.500 ÷ 2.200 °C) e pressioni (60 ÷ 90 kbar), del nitruro di boro (BN) esagonale in nitruro di boro cubico, con struttura analoga a quella del diamante e durezza poco inferiore.